# Jenna Prandini
Jenna Prandini (Clovis, 20 novembre 1992) è una velocista statunitense di origine italiana.

## Biografia
Jenna Prandini nasce a Clovis, nella contea di Fresno. Il bisnonno Pietro Antonio Prandini, originario di Lodrino, in provincia di Brescia, partì nel 1910 per cercare una miglior vita negli Stati Uniti. Recatosi in California, qui incontrò Teresa Pitignano, originaria della Calabria ed emigrata attorno al 1915, con la quale ebbe cinque figli, tra cui Carlo, nonno di Jenna.
Nel 2012 si trasferisce a Eugene. Frequenta l'Università dell'Oregon, con la quale inizia a raccogliere i suoi primi successi nel mondo dell'atletica leggera.

## Palmarès
| Anno | Manifestazione   | Sede           | Evento      | Risultato  | Prestazione | Note                                     |
| ---- | ---------------- | -------------- | ----------- | ---------- | ----------- | ---------------------------------------- |
| 2015 | Mondiali         | Pechino        | 200 m piani | Semifinale | 22"87       |                                          |
| 2015 | Mondiali         | Pechino        | 4×100 m     | Argento    | 41"68       |                                          |
| 2016 | Giochi olimpici  | Rio de Janeiro | 200 m piani | Semifinale | 22"55       |                                          |
| 2017 | World Relays     | Nassau         | 4×100 m     | Finale     | dnf         |                                          |
| 2018 | Campionati NACAC | Toronto        | 100 m piani | Oro        | 10"96       | Record dei campionati                    |
| 2018 | Campionati NACAC | Toronto        | 4×100 m     | Oro        | 42"50       |                                          |
| 2019 | World Relays     | Yokohama       | 4×200 m     | Finale     | dq          |                                          |
| 2021 | Giochi olimpici  | Tokyo          | 100 m piani | Semifinale | 11"11       | Miglior prestazione personale stagionale |
| 2021 | Giochi olimpici  | Tokyo          | 200 m piani | Semifinale | 22"57       |                                          |
| 2021 | Giochi olimpici  | Tokyo          | 4×100 m     | Argento    | 41"45       | Miglior prestazione personale stagionale |
| 2022 | Mondiali         | Eugene         | 200 m piani | Semifinale | 22"08       |                                          |
| 2022 | Mondiali         | Eugene         | 4×100 m     | Oro        | 41"14       | Miglior prestazione mondiale stagionale  |

## Campionati nazionali
2011
- 5ª ai campionati statunitensi juniores, 200 m piani - 23"75
- 5ª ai campionati statunitensi juniores, 100 m piani - 11"51

2013
- Eliminata in batteria ai campionati statunitensi, 100 m piani - 11"90

2015
- Oro ai campionati statunitensi, 200 m piani - 22"20
- 6ª ai campionati statunitensi, 100 m piani - 10"96

2016
- Bronzo ai campionati statunitensi, 200 m piani - 22"54
- 5ª ai campionati statunitensi, 100 m piani - 10"96
- 4ª ai campionati statunitensi indoor, 60 m piani - 7"18

2017
- 7ª ai campionati statunitensi, 200 m piani - 23"16
- Eliminata in semifinale ai campionati statunitensi, 100 m piani - 11"35

2018
- Oro ai campionati statunitensi, 200 m piani - 22"62
- Bronzo ai campionati statunitensi, 100 m piani - 10"98

2019
- Eliminata in batteria ai campionati statunitensi, 100 m piani - 11"41

2021
- Argento ai campionati statunitensi, 200 m piani - 21"89
- Bronzo ai campionati statunitensi, 100 m piani - 11"11

2022
- Bronzo ai campionati statunitensi, 200 m piani - 22"01
- Eliminata in semifinale ai campionati statunitensi, 100 m piani - 11"00

2023
- 6ª ai campionati statunitensi, 200 m piani - 22"43

2024
- 7ª ai campionati statunitensi, 200 m piani - 22"58
- 8ª ai campionati statunitensi, 100 m piani - 11"02

2025
- 8ª ai campionati statunitensi, 100 m piani - 11"11

## Altre competizioni internazionali
2016
- Bronzo al Meeting de Paris ( Parigi), 200 m piani - 22"48
- 4ª al Prefontaine Classic ( Eugene), 200 m piani - 22"61
- Argento all'Athletissima ( Losanna), 100 m piani - 11"11

2017
- 7ª al Prefontaine Classic ( Eugene), 200 m piani - 22"54
- 4ª all'Athletissima ( Losanna), 200 m piani - 22"65

2018
- Bronzo in Coppa continentale ( Ostrava), 100 m piani - 11"21
- Oro in Coppa continentale ( Ostrava), 4×100 m - 42"11
- Oro ai London Anniversary Games ( Londra), 200 m piani - 22"16
- Argento al Meeting de Paris ( Parigi), 200 m piani - 22"30
- 5ª al British Grand Prix ( Birmingham), 200 m piani - 22"58
- 5ª al Memorial Van Damme ( Bruxelles), 200 m piani - 22"96
- 6ª allo Shanghai Golden Grand Prix ( Shanghai), 200 m piani - 23"02
- Bronzo all'Athletissima ( Losanna), 100 m piani - 11"00
- 4ª all'Herculis ( Monaco), 100 m piani - 11"08

2019
- 5ª al Prefontaine Classic ( Eugene), 200 m piani - 22"53
- 5ª all'Herculis ( Monaco), 200 m piani - 22"66
- 5ª al Bauhaus-Galan ( Stoccolma), 200 m piani - 23"09
- Bronzo ai Bislett Games ( Oslo), 200 m piani - 23"10
- 5ª al Golden Gala ( Roma), 100 m piani - 11"17
- 5ª allo Shanghai Golden Grand Prix ( Shanghai), 100 m piani - 11"19

2021
- 4ª al Prefontaine Classic ( Eugene), 200 m piani - 22"36

2022
- 4ª al Prefontaine Classic ( Eugene), 200 m piani - 22"77

2023
- Bronzo al Memorial Van Damme ( Bruxelles), 200 m piani - 22"47
- 6ª al Meeting de Paris ( Parigi), 200 m piani - 22"76
- 7ª al Prefontaine Classic ( Eugene), 200 m piani - 22"78
- 7ª al Golden Gala ( Firenze), 100 m piani - 11"33

2024
- 6ª al Golden Gala ( Roma), 200 m piani - 22"67
- 7ª ai London Anniversary Games ( Londra), 200 m piani - 22"93
- 6ª ai Bislett Games ( Oslo), 200 m piani - 23"10
- 7ª al Bauhaus-Galan ( Stoccolma), 200 m piani - 23"31

2025
- Bronzo alla Xiamen Diamond League ( Xiamen), 200 m piani - 22"97